# Kachhi (Distrikt)
Der Distrikt Kachhi (Urdu ضلع کچھی), bis 2008 Distrikt Bolan, ist ein Verwaltungsdistrikt in Pakistan in der Provinz Belutschistan. Sitz der Distriktverwaltung ist die Stadt Dhadar.
Der Distrikt hat eine Fläche von 7499 km² und nach der Volkszählung von 2017 237.030 Einwohner. Die Bevölkerungsdichte beträgt 32 Einwohner/km².

## Geografie
Der Distrikt liegt im Nordosten der Provinz Belutschistan. Geografisch lässt er sich in die Schwemmlandebene um Kachhi und die hügeligen Regionen im Norden und Westen unterteilen. Ein Teil der Ebene ist ein nicht sandiges Wüstengebiet. Am Rande der Ebene liegen die Hügelketten von Kolpur bis Kondalani. Die im Westen gelegenen hügeligen Gebiete bestehen aus Felsen mit einer ausgedehnten Bergkette in der Nähe von Kolpur, die Gipfel zwischen 1.000 und 3.000 Meter aufweist.

## Klima
Das Klima in den hügeligen Gebieten des Distrikts Kachhi ist im Sommer gemäßigt und im Winter kühl. Im hochgelegenen Gebiet Kolpur kann die Temperatur bis auf -17 °C sinken. In den Ebenen hingegen ist es im Sommer extrem heiß und feucht und im Winter angenehm. Es gibt erhebliche Temperaturunterschiede zwischen Tag und Nacht. Staubstürme treten vorwiegend in den Monaten Juni, Juli und August auf.

## Geschichte
Die Kachhi-Ebene ist die Heimat der Mehrgarh-Zivilisation. Eine der wichtigsten neolithischen Stätten befindet sich hier. Es ist eines der frühesten Gebiete in Südasien, an denen Ackerbau (Weizen und Gerste) und Viehzucht (Rinder, Schafe und Ziegen) nachgewiesen wurden.
Der Distrikt Kachhi wurde am 1. Juli 1965 durch Abtrennung vom Distrikt Kalat gebildet. Der ursprüngliche Name war Distrikt Bolan, nach dem Bolan-Pass, der eine historische und strategische Bedeutung als Hauptverbindungsweg zwischen Afghanistan zu den Provinzen Punjab und Sindh sowie zur Küste Pakistans darstellt. Teile des Distrikts wurden 1986 als neuer Distrikt Nasirabad organisiert. Am 31. Dezember 1991 wurde der Distrikt erneut geteilt und der neue Distrikt Jhall Magsi gebildet. Im Januar 2001 wurde der Distrikt Bolan aufgelöst und zwischen den Distrikten Sibi und Jhall Magsi aufgeteilt, jedoch im Juli 2001 aus Jhall Magsi ohne das Tehsil Lehri wiederhergestellt. Im Januar 2003 wurde Jhall Magsi als eigener Distrikt wieder von Bolan abgetrennt. Am 1. August 2008 wurde Bolan in Kachhi umbenannt.

## Verwaltungsgliederung
Der Distrikt ist administrativ in fünf Tehsils unterteilt (Bhag, Dhadar, Machh, Sani, Khattan).

## Demografie
| Jahr | Einwohnerzahl |
| ---- | ------------- |
| 1998 | 199.457       |
| 2017 | 237.030       |

Die Bevölkerung von Kachhi ist ethnisch vielfältig und in verschiedene Stämme gegliedert. Sindhi ist am weitesten verbreitet
gesprochene Sprache in der Region, gefolgt von Belutschisch und Brahui, während Urdu eine Lingua franca der Bildung und Kommunikation zwischen Menschen mit unterschiedlicher ethnischer Herkunft ist, vor allem in den städtischen Gebieten des Bezirks. Die Mehrheit der Menschen sind Muslime während (Sidhi bzw. Belutschisch sprechende) Hindus eine kleine Minderheit bilden.
Zwischen 1998 und 2017 wuchs die Bevölkerung um jährlich 0,91 %. Von der Bevölkerung leben ca. 15 % in städtischen Regionen und ca. 85 % in ländlichen Regionen. In 30.140 Haushalten leben 126.379 Männer und 110.651 Frauen, woraus sich ein Geschlechterverhältnis von 114,2 Männer pro 100 Frauen ergibt und damit einen für Pakistan häufigen Männerüberschuss.
Die Alphabetisierungsrate in den Jahren 2014/15 bei der Bevölkerung ab 10 Jahren liegt bei 43 % (Frauen: 23 %, Männer: 59 %).